# Peter Cyro
Peter Cyro (* um 1495 in Freiburg im Üechtland; † 22. Juli 1564 in Bern) war ein Schweizer Jurist und Berner Stadtschreiber, Grossrat, Diplomat und Förderer der Reformation im Stadtstaat Bern.

## Leben
Peter Cyro war der Sohn des Freiburger Ratsherrn Richard Giro und wurde daher auch Petrus Ricardi genannt. 1514 begann er als Stipendiat ein Studium der Rechtswissenschaften anfangs an der Universität Basel, dann, mit der Unterstützung des Freiburger Notars Peter Falck, ging er an die Universität Pavia, erhielt dort seinen Magister artium; später besuchte er noch die Universität Paris und hörte dort Vorlesungen bei Glarean. 1520 hielt er sich in einer diplomatischen Mission Freiburgs und Berns in Rom beim Heiligen Stuhl auf. In der Zeit von 1525 bis 1561 war er als Stadtschreiber in Bern tätig und war in dieser Zeit ab 1526 Mitglied des bernischen Grossen Rats. 1533 führte er eine Reorganisation der bernischen Kanzlei sowie eine Revision des Archivs durch. Im Auftrag des bernischen Rats führte er um die 50 diplomatischen Missionen durch. 
1529 erwarb er die Osthälfte des Gebäudes in der Berner Gerechtigkeitsgasse 71 von der Familie vom Stein. Er liess das Haus 1554 mit namhaften Beiträgen der Stadt neu aufbauen. Ihm schräg gegenüber in der Gerechtigkeitsgasse 72 wohnte damals der Künstler und Politiker Niklaus Manuel, mit dem er die Reformation in Bern vorantrieb. 1564 verstarb er an der Pest. Nach seinem Tod nannte ihn der Berner Dekan Johannes Haller in einem Brief an Antistes Heinrich Bullinger in Zürich einen vir doctus et integer.

### Familie
Peter Cyro war in erster Ehe seit 1525 mit Anna, in zweiter Ehe seit 1545 mit Katharina (geb. Zumbach) und seit 1553 in dritter Ehe mit Margaretha (geb. Schwinkhart) verheiratet; sein Schwager war der Berner Grossrat Ludwig Schwinkhart (1495–1522). Aus der ersten Ehe hatte er drei Söhne und drei Töchter sowie aus der zweiten Ehe einen Sohn.

### Reformatorisches Wirken
Peter Cyro nahm an der Berner Disputation vom 6. bis zum 26. Januar 1528 teil, in deren Folge Bern die Reformation eingeführt; seine Notizen sind die einzigen direkten Informationen, die protokollartig von der Disputation überliefert sind. Peter Cyro unterstützte als Anhänger Huldrych Zwinglis die Reformation und war 1536, unter dem obersten Feldhauptmann Hans Franz Nägeli, massgeblich an der Eroberung des Waadtlandes beteiligt, in dem 1526 durch Guillaume Farel und Pierre Viret die Reformation eingeführt worden war. Er war darauf vom 1. bis 8. Oktober 1536, neben Niklaus von Wattenwyl, Peter Fabri und Girard Grand, einer der Vorsitzenden der Lausanner Disputation, die auf Anordnung Berns abgehalten wurde und auf der evangelischen Seite von Guillaume Farel, Johannes Calvin und Pierre Caroli (1480–1545) vertreten wurde. Zu Weihnachten desselben Jahres wurde der katholische Kultus abgeschafft und Pierre Caroli als evangelischer Pfarrer eingesetzt. 1537 setzte er dann das von Bern beschlossene Reformationsedikt im Kanton durch und es wurde, zur Ausbildung der Pastoren, die Académie de Lausanne als erste protestantische Hochschule im französischen Sprachraum gegründet, die schon bald über 700 Studenten hatte.